# Jacques Dietrichstein
Jacques Georg Dietrichstein, senare Jack George Dickson, född 20 september 1906, död 23 maj 1998 i Cheshire i England, var en österrikisk ishockeyspelare. Han kom på delad femte plats i olympiska vinterspelen i Sankt Moritz 1928.